# Amphipyra frivaldskyi
Amphipyra frivaldskyi là một loài bướm đêm trong họ Noctuidae.